# Anthaxia rubromarginata
Anthaxia rubromarginata es una especie de escarabajo del género Anthaxia, familia Buprestidae. Fue descrita científicamente por Miwa & Chûjô en 1935.

## Distribución
Se distribuye por las ecozonas del Neártico, Neotrópico, región indomalaya, Paleártico y región afrotropical.